# Oued Rhiou
Oued Rhiou (em árabe: وادي رهيو) é uma comuna localizada na província de Relizane, Argélia. De acordo com o censo de 2008, a população total da cidade era de 64 685 habitantes.